# Quai Lonsdale
Le quai Lonsdale (anglais : Lonsdale Quay) est un point de repère de North Vancouver. Il se compose principalement d'une place de marché et un terminus du transport en commun.      Il est aussi près d'une cale sèche propriété du gouvernement municipal de North Vancouver et des autres marinas privées.

## Service des voyageurs
Le quai Lonsdale a été un terminus important de traversiers depuis les jours des Traversiers de North Vancouver originels.

## Histoire
La place de marché au quai Lonsdale fut ouverte en 1986 afin d'accueillir l'Exposition spécialisée de 1986.

## Galerie

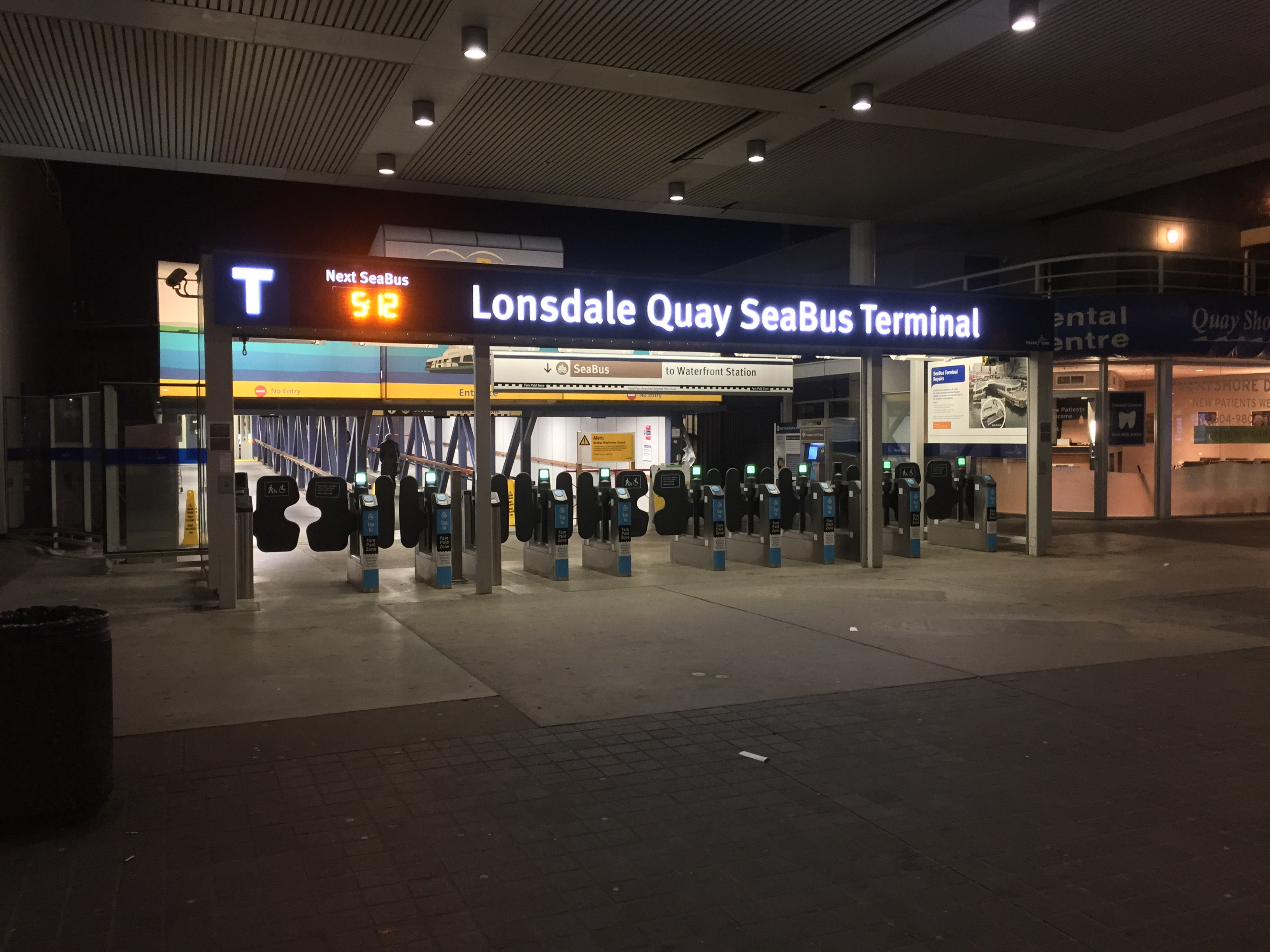
L'entrée au terminus du SeaBus.
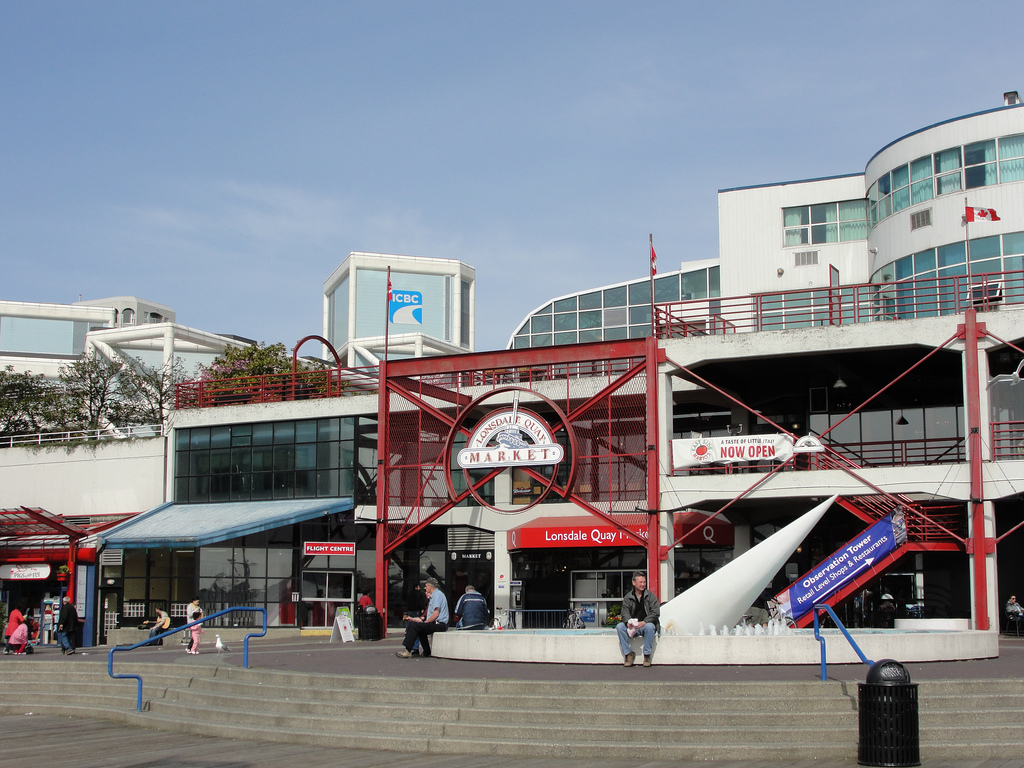
La fontaine à l'extérieur du marché public au quai Lonsdale.
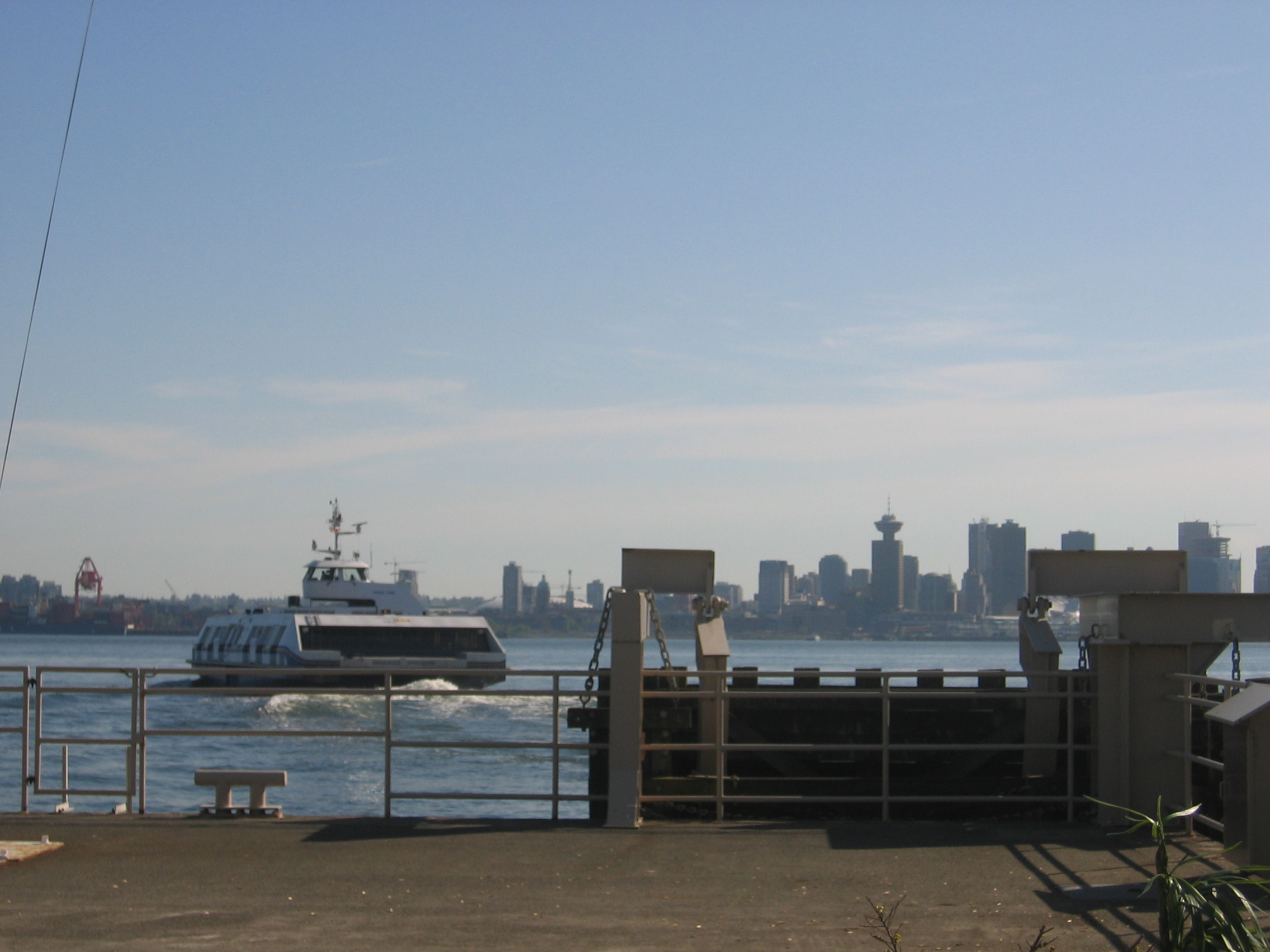
Un traversier du SeaBus partant du quai Lonsdale.